# Montreux Volley Masters 2000
Il Monterux Volley Masters di pallavolo femminile 2000 si è svolto dal 29 maggio al 3 giugno 2000 a Montreux, in Svizzera. Al torneo hanno partecipato 8 squadre nazionali e la vittoria finale è andata per la seconda volta alla Cina.

## Squadre partecipanti
- Canada
- Cina
- Croazia
- Cuba
- Italia
- Paesi Bassi
- Russia
- Stati Uniti

## Gironi
| Girone A                            | Girone B                   |
| ----------------------------------- | -------------------------- |
| Cina Paesi Bassi Russia Stati Uniti | Canada Croazia Cuba Italia |

## Fase finale

### Finali 1º e 3º posto
|  | Semifinali | Semifinali | Semifinali |        |      | Finale 1º/2º posto | Finale 1º/2º posto | Finale 1º/2º posto |  |
|  |            |            |            |        |      |                    |                    |                    |  |
|  | Russia     | Russia     | 3          |        |      |                    |                    |                    |  |
|  | Russia     | Russia     | 3          |        |      |                    |                    |                    |  |
|  | Croazia    | Croazia    | 0          |        |      |                    |                    |                    |  |
|  | Croazia    | Croazia    | 0          |        | Cina | Cina               | 3                  |                    |  |
|  |            |            |            |        | Cina | Cina               | 3                  |                    |  |
|  |            |            | Russia     | Russia | 0    |                    |                    |                    |  |
|  | Cina       | Cina       | Russia     | Russia | 0    | 3                  |                    |                    |  |
|  | Cina       | Cina       |            |        |      | 3                  |                    |                    |  |
|  | Italia     | Italia     | 2          |        |      | Finale 3º/4º posto | Finale 3º/4º posto | Finale 3º/4º posto |  |
|  | Italia     | Italia     | 2          |        |      |                    |                    |                    |  |
|  |            |            |            |        |      |                    |                    |                    |  |
|  |            |            |            |        |      | Croazia            | Croazia            | 3                  |  |
|  |            |            |            |        |      | Croazia            | Croazia            | 3                  |  |
|  |            |            |            |        |      | Italia             | Italia             | 1                  |  |

### Finale 5º posto
|  | Semifinali  | Semifinali  | Semifinali |      |             | Finale      | Finale | Finale |  |
|  |             |             |            |      |             |             |        |        |  |
|  | Paesi Bassi | Paesi Bassi | 3          |      |             |             |        |        |  |
|  | Paesi Bassi | Paesi Bassi | 3          |      |             |             |        |        |  |
|  | Canada      | Canada      | 0          |      |             |             |        |        |  |
|  | Canada      | Canada      | 0          |      | Paesi Bassi | Paesi Bassi | 3      |        |  |
|  |             |             |            |      | Paesi Bassi | Paesi Bassi | 3      |        |  |
|  |             |             | Cuba       | Cuba | 0           |             |        |        |  |
|  | Cuba        | Cuba        | Cuba       | Cuba | 0           | 3           |        |        |  |
|  | Cuba        | Cuba        |            |      |             |             |        |        |  |
|  | Stati Uniti | Stati Uniti | 2          |      |             |             |        |        |  |

## Classifica finale
| Classifica | Squadre     |
| ---------- | ----------- |
|            | Cina        |
|            | Russia      |
|            | Croazia     |
| 4          | Italia      |
| 5          | Paesi Bassi |
| 6          | Cuba        |
| 7          | Stati Uniti |
| 7          | Canada      |